# Вальсекільйо (Кордова)
Вальсекільйо (ісп. Valsequillo) — муніципалітет в Іспанії, у складі автономної спільноти Андалусія, у провінції Кордова. Населення — 401 особа (2010).
Муніципалітет розташований на відстані близько 270 км на південний захід від Мадрида, 75 км на північний захід від Кордови.

## Демографія
Динаміка населення (INE ):

## Галерея зображень

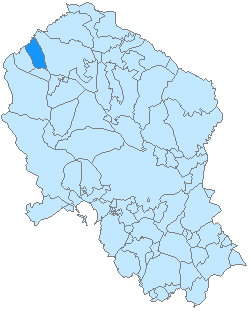
Розташування муніципалітету у провінції Кордова